# Crambus hamellus
Crambus hamellus  (лат.) — вид чешуекрылых насекомых из семейства огнёвок-травянок. Распространён в Европе, Камчатском крае, Сахалинской области, Японии и Северной Америке. Размах крыльев 19—23 мм.